# Hogna leucocephala
Hogna leucocephala är en spindelart som först beskrevs av Ludwig Carl Christian Koch 1879.  Hogna leucocephala ingår i släktet Hogna och familjen vargspindlar. Inga underarter finns listade i Catalogue of Life.